# Туманов Семен Ісайович
Семе́н Іса́йович Тума́нов (справжнє прізвище Цейтлін; нар. 22 липня 1921, Сімферополь, Кримська АРСР — пом. 22 червня 1973, Москва) — радянський режисер театру і кіно, сценарист.

## Біографія
Народився в Сімферополі, відразу після народження опинився в Тегерані, де його батько отримав роботу в посольстві РСФРР в Ірані. Навчався в московській середній школі № 187, тоді вже почав займатися театром. З 1940 року служив у Червоній армії. У роки Німецько-радянської війни був кулеметником 2-го гвардійського мотоциклетного полку, воював на Північно-Західному, Калінінському, Західному, 3-му Білоруському фронтах, військове звання — єфрейтор. Вже в ті роки виявляв схильність до художньої самодіяльності.
Після демобілізації вступив на режисерський факультет Державного інституту театрального мистецтва (майстерня Ю. А. Завадського). Студентом, в середині 1940-х років, створив театральну студію «Романтики». Після закінчення інституту в 1951 році, маючи непереборні труднощі з дипломом через «п'яту графу», взяв прізвище матері.
У 1959 році пройшов Вищі режисерські курси при кіностудії «Мосфільм» (майстерня М. Ромма). Пізніше, в 1969—1972 роках, викладав курс «Робота з актором» слухачам Вищих курсів сценаристів та режисерів.
Працював режисером у Ленінградському театрі імені Ленінського комсомолу та Московському драматичному театрі імені К. С. Станіславського, а також був художнім керівником молодіжного Театру-студії при Палаці культури ЗІЛа.
У співавторстві з Г. А. Капраловим написав п'єсу «Третя стража», поставлену в 1970 році в БДТ Г. А. Товстоноговим. Автор мемуарів про війну, частина з них — «Листи про кохання і про війну» потрапила до збірки «Мистецтво в бойовому строю» (1985), решта — досі не видана.
Похований на Хімкинському цвинтарі.

### Сім'я
- батько — Ісай Семенович Цейтлін (1896—?)[2];
- мати — Євдокія Тимофіївна Туманова (?—1945)[2];
- дружина (з 1946 року) — Діна (Владилена) Михайлівна Мусатова (нар. 1925), актриса, кінорежисерка-документаліст[2].

## Театральні роботи
Театральна студія «Романтики»
- «Аленька квіточка» (Аленький цветочек) за однойменною казкою С. Аксакова
- «Безплідні зусилля кохання» (Бесплодные усилия любви) за п'єсою В. Шекспіра
- «За годину до світанку» (За час до рассвета) О. Галича
- «Урок донькам» (Урок дочкам) І. Крилова

Ленінградський театр імені Ленінського комсомолу (1951)
- 1951 — «Аленька квіточка» (Аленький цветочек) за однойменною казкою С. Аксакова

Московський драматичний театр імені До. З. Станіславського (1952—1963)
- 1952 — «Дівчини-красуні» (Девицы-красавицы) О. Симукова (разом з М. Яншиним)[10]
- 1953 — «Крихітка Дорріт» (Крошка Доррит) А. Бурштейна (за Ч. Дікенсом)
- 1954 — «Дні Турбіних» (Дни Турбиных) М. Булгакова (разом з М. Яншиним)
- 1954 — «Кохання Ані Березко» В. Пістоленка
- 1956 — «Перед весіллям» (Перед свадьбой) В. Пістоленка
- 1963 — «Тригрошова опера» Б. Брехта у перекладі Е. Еткінда[ком. 3]

Московський драматичний театр ім. н. Єрмолової (1955)
- 1955 — «На добрий час» В. Розова

Молодіжна театральна студія при ДК ЗІЛ (1955—1960)
- 1955 — «Роки мандрівок» (Годы странствий) О. Арбузова
- 1957 — «Безплідні зусилля любові» (Бесплодные усилия любви) за п'єсою В. Шекспіра
- 1957 — «Похідний марш» («За годину до світанку») [Походный марш (За час до рассвета)] О. Галича
- 1958 — «Таке кохання» П. Когоута
- 1960 — «Два кольори» (Два цвета) А. Зака та І. Кузнєцова

## Фільмографія
Режисер
- 1960 — Олексина любов (Алёшкина любовь) (разом з Г. Щукиним)
- 1962 — Павлуха (разом з Г. Щукиним)
- 1964 — До мене, Мухтар!
- 1966 — Заблукавший (Заблудший) (первісна назва — Гнёзда)
- 1967 — Микола Бауман
- 1968 — Любов Серафима Фролова
- 1973 — Життя на грішній землі

Сценарист
- 1966 — Три Андрії (Три Андрея)
- 1967 — Микола Бауман (Николай Бауман)
- 1973 — Останній подвиг Камо (Последний подвиг Камо) (разом з Г. Капраловим)
- 1975 — Приймаю на себе (Принимаю на себя) (разом з Г. Капраловим)

## Нагороди
- медаль «За бойові заслуги» (10 липня 1943)[12]
- медаль «За оборону Москви» (1945)[2]
- медаль «За відвагу» (5 березня 1945)[13]
- медаль «За відвагу» (22 травня 1945)[4]
- медаль «За взяття Кенігсберга» (11 грудня 1946)[2]
- медаль «За перемогу над Японією» (9 червня 1946)[2]
- медаль «За перемогу над Німеччиною у Великій Вітчизняній війні 1941—1945 рр.» (5 червня 1946)[2]
- ювілейна медаль «Двадцять років Перемоги у Великій Вітчизняній війні 1941—1945 рр.» (26 січня 1966)[2]
- медаль «За трудову відзнаку» (23 серпня 1971)[2]